# 沃尔奈 (萨尔特省)
沃尔奈（法語：Volnay，法語發音：[vɔlnɛ]）是法国萨尔特省的一个市镇，属于马梅尔斯区。

## 地理
沃尔奈（47°55'56"N, 0°28'3"E）面积19.84 平方千米，位于法国卢瓦尔河地区大区萨尔特省，该省份为法国西北部内陆省份，北起顺时针与奥恩省、厄尔-卢瓦省、卢瓦-谢尔省、安德尔-卢瓦尔省、曼恩-卢瓦尔省和马耶讷省接壤，是法国大西部的入口，连接卢瓦尔河谷、布列塔尼和巴黎盆地。
与沃尔奈接壤的市镇（或旧市镇、城区）包括：叙尔丰、布卢瓦尔、沙勒。

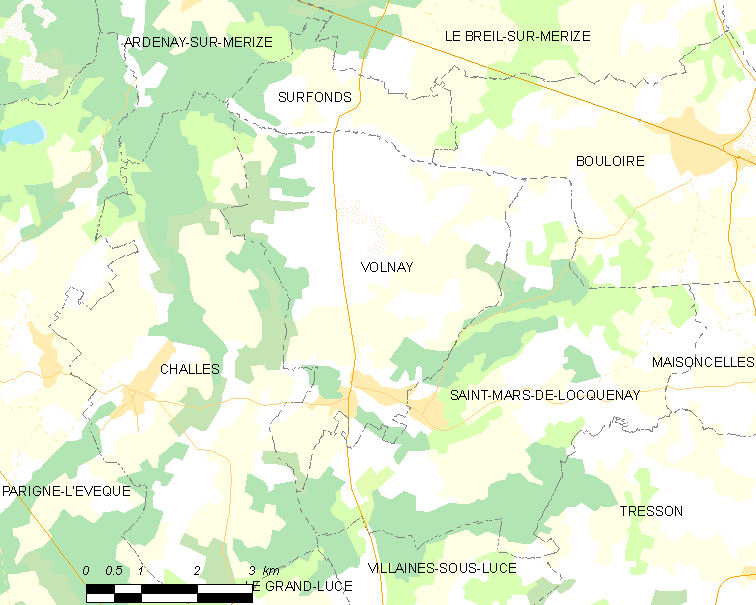
的OSM定位图

沃尔奈的时区为UTC+01:00、UTC+02:00（夏令时）。

## 行政
沃尔奈的邮政编码为72440，INSEE市镇编码为72382。

## 政治
沃尔奈所属的省级选区为圣卡莱县。

## 人口

1962-2008年间人口变化图示

沃尔奈于2022年1月1日时的人口数量为971人。